# Sibillijnse rots

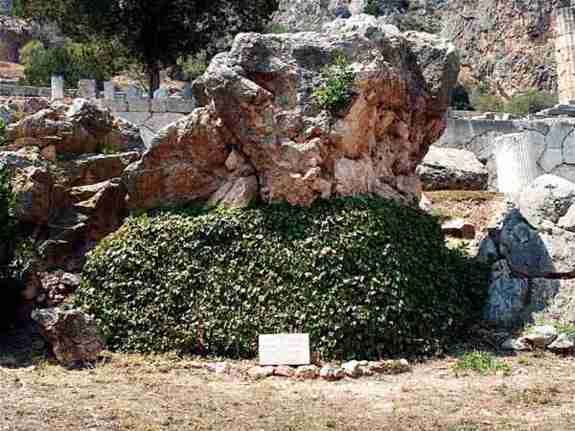
De Sibillijnse rots van het Delphi orakel

De Sibillijnse rots was de plaats in Delphi waar de Sibille toekomstvoorspellingen gaf. De rots is een uitwas in de vorm van een troon en is gelegen tussen de Schatkamer van Sicyon en de Stoa van de Atheners aan de heilige weg die langs het Heiligdom van Athena Pronaia naar de verderop gelegen Tempel van Apollon leidt.
Een befaamde Sibille was de genaamde Herophile.
Pausanias meldt dat in Phocis "er een rots was die uit de grond stak. De bewoners van Delphi zeggen dat als een vrouw genaamd Herophile, die boven op deze rots stond, zij haar orakels zong, een vrouw die bekendstond als een Sibille".
Er was minstens ook één Sibille afkomstig van Chaldea, een natie in het zuidelijk deel van Babylonië. Zij was de dochter van Berossus die de Chaldese geschiedenis schreef, en Erymanthe. Apollodorus van Erythraea meldt dat een landgenote van hem de Trojaanse Oorlog voorspelde en daarbij aan de Grieken profeteerde dat Troje verwoest zou worden en dat Homerus daar onwaarheden over zou schrijven.